# 쌍형어
쌍형어(雙形語, 영어: doublet)란 하나의 언어 속에서 공통의 어원을 갖는 단어로부터 유래하였으나 모종의 까닭으로 복수의 형태로 병존하는 단어쌍을 말한다. 이중어(二重語)라고도 하며 이런 낱말들이 두 개가 아닌 여러 개가 존재할 때는 다형어(多形語) 또는 다중어(多重語)라고 한다. 쌍형어는 서로 동일한 어원을 공유하지만 반드시 의미와 용법이 일치하는 것은 아니다.
차용어가 복수의 시대 및 경로를 통해 유입되어 발생한 사례가 많지만 언어 내적인 음운현상으로 말미암아 발생하며 이를 내부 쌍형어라고 한다.

## 예시

### 한국어
현대 한국어에서는 '이슥하다-이윽고', '부스럼-부럼', '겉-거죽', '엷다-얇다', '비추다-비치다' 등의 내부 쌍형어가 나타난다. 이는 중세 한국어에서부터도 나타나는데 ‘듣글-드틀’, ‘니르다-니를다[至]', ‘구짖다-구짇다',  '털-터리' 등이 그 예다.
중세 한국어에는 ‘잇다/시다’와 그 활용형 ‘이시니/시니’가 공존하였는데 이는 현대 제주 방언에서도 마찬가지이다. 이중 ‘시다’의 활용형 ‘셔’은 처격 또는 조격 조사에 결합되어 ‘에셔’와 ‘로셔’로 나타나 현대어까지 이어진다.
중세 한국어의 쌍형어는 차용어로부터 발생한 사례는 거의 없고 대부분이 통시적인 음운현상으로 말미암아 발생한 것이다. 예컨대, 중세 한국어 쌍형어 ‘듣글/드틀’ ‘둗긔/두틔’ 등은 한국어의 격음 형성이 /ㄱ/ 혹은 /ㅎ/을 수반하는 자음군으로부터 유래한다는 가설을 통해 설명될 수 있다. ‘둗거ᇦ-/두터ᇦ-/돋가ᇦ-/도타ᇦ-’도 비슷한 사례인데, 모음조화에 의해 각각 양모음과 음모음으로 나뉘어 사중어를 형성하였다.

### 영어
영단어 faction/fashion은 궁극적으로 라틴어 factiō에서 기원하는 쌍형어이다. 두 형태 모두 프랑스어를 거쳐 차용된 것이지만 전자는 중세 프랑스어, 후자는 고대 프랑스어에 유입된 것으로 차용 시기가 다르다. chief/chef 또한 프랑스어로부터의 차용 시기가 다른 쌍형어이다. 마찬가지로 영단어 castle/château 또한 궁극적으로는 라틴어 castellum ‘진지(陣地)’에서 유래하지만 후자는 프랑스어를 경유했다. 라틴어 gentilis에서 기원하는 영단어 gentile/genteel/gentle/jaunty는 사중어를 이룬다.
영단어 short/shirt/skirt/curt는 모두 게르만어에 공통 기원을 두고 있으나 앞의 둘은 고대 영어, 세 번째는 고대 노르드어, 마지막은 라틴어에서 유래한다. 이처럼 영어의 쌍형어에서 sh-/sk-가 공존하는 현상은 게르만어파 내부에서 상이한 음운변화를 겪은 언어 간에 차용이 이루어진 것이 그 원인이다.
한정사 a·an과 수사/한정사/대명사로 쓰이는 one은 모두 고대 영어 ān에 기원을 두고 있었는데 지금처럼 갈라졌다.

### 일본어
あわれ - あっぱれ는 감탄사 옛말 あはれ에서, こうむる - かぶる는 옛말 かがふる에서 갈라져 나온 것이다.

### 중국어
'后'와 '司'는 갑골문에서는 같은 글자였으나(정확히는 좌우대칭이었음) 나중에 갈라져 나온 것이다.

### 프랑스어
Homme-hominidé를 예로 들 수 있다.

## 관련 논문
- 이은경, 〈쌍형어에 대하여〉, 《비교문화연구》 50, 경희대학교(국제캠퍼스) 비교문화연구소, 2018년

## 같이 보기
- 역차용
- 동계어
- 거짓짝